# Métro léger de Houston
Pour l’article homonyme, voir Metrorail.
Le métro léger de Houston, aussi appelé METRORail, est le réseau de métros légers de la ville de Houston, au Texas. Composé de trois lignes, en plus de deux autres lignes prévues, il est exploité par la Metropolitan Transit Authority of Harris County (METRO).

## Les stations de la ligne rouge
- UH-Downtown
- Preston
- Main Street Square
- Bell
- Downtown Transit Center
- McGowen
- Ensemble/HCC
- Wheeler
- Museum District
- Hermann Park/Rice University
- Memorial Hermann Hospital/Houston Zoo
- Dryden/TMC
- Texas Medical Center Transit Center
- Smith Lands
- Reliant Park
- Fannin South

## Projets
Il y a quelques nouvelles lignes de METRORail dans le programme d'expansion Metro Solutions. Les projets sont :
- University Corridor, une ligne est-ouest de Hillcroft Transit Center dans l'ouest à University of Houston dans l'est, via le quartier Uptown Houston, Greenway Plaza (un centre d'emploi), et Texas Southern University. C'est avec une correspondance à la ligne rouge à la station Wheeler.